# Badr Benoun
Badr Benoun (tiếng Ả Rập: بدر بانون; sinh ngày 30 tháng 9 năm 1993) là một cầu thủ bóng đá chuyên nghiệp người Maroc hiện thi đấu ở vị trí trung vệ cho câu lạc bộ Al Ahly và đội tuyển quốc gia Maroc.